# فصة عربية
الفصة العربية نوع نباتي حولي ينتمي إلى جنس الفصة من الفصيلة البقولية.

## الموئل والانتشار
ينتشر في الجزيرة العربية وبلاد الشام ومصر والمغرب العربي وتركيا ومعظم مناطق أوروبا والقوقاز.

## الوصف النباتي
كبقية أنواع الفصة، ورقة الفصة العربية مركبة تتكون من ثلاث وريقات. توجد في مركز الوريقة لطخة بنية محمرة.

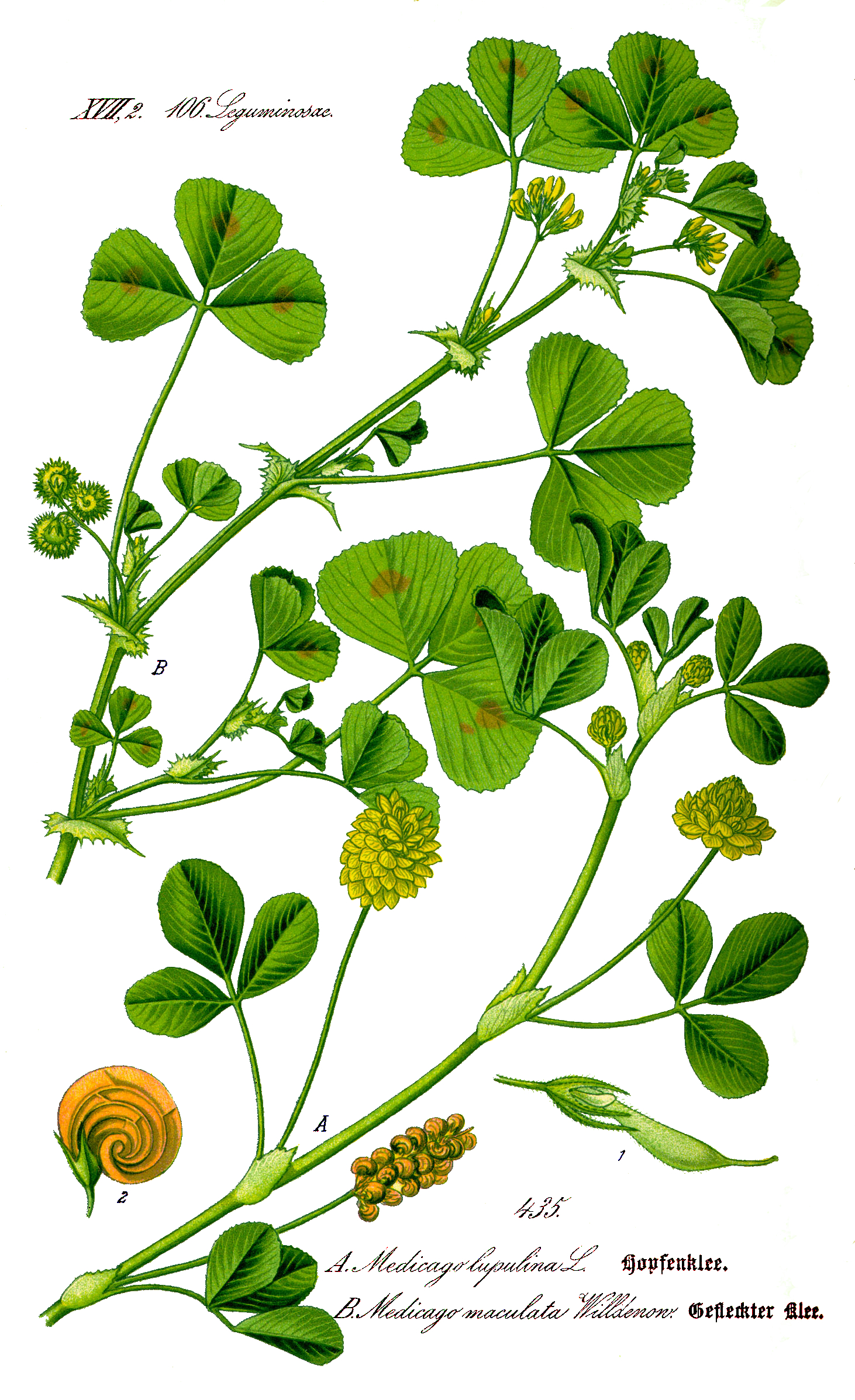
الفصة العربية

## مرادفات للاسم العلمي
- (باللاتينية: Medicago polymorpha var. arabica L.)
- (باللاتينية: Medicago cordata Desr.)
- (باللاتينية: Medicago maculata Sibth.)